# Aitraaz
Aitraaz è un film del 2004 diretto da Abbas-Mustan.